# Anacamptodon splachnoides
Amblystégie arboricole
Espèce
- Orthotrichum splachnoides Froel. ex Brid., 1812 (basionyme)[1]
- Neckera splachnoides (Froel. ex Brid.) Schwägr., 1816[1]
- Fabronia splachnoides (Froel. ex Brid.) Müll. Hal., 1850[1]

Anacamptodon splachnoides, l'Amblystégie arboricole, est une espèce de Bryophytes de la famille des Amblystegiaceae. Il s'agit d'une petite mousse épiphyte rare et dispersée en Europe et dans l'Est de l'Amérique du Nord et au micro-habitat très spécialisé : les dendrotelmes. C'est-à-dire les cavités temporairement mouillées et gorgées de tanin des troncs et branches essentiellement de Hêtre européen et de Hêtre d'Amérique, caractéristiques des forêts anciennes. Présente au Québec, cette espèce a été découverte en 2012 en France dans le parc naturel régional des Pyrénées catalanes.